# Apple One
Apple One（アップル ワン）は、Appleが提供する数々のプレミアムサービスをパッケージ化したサブスクリプションである。「個人」「ファミリー」「Premier」の3つのプランがあり、いずれのプランでも、Apple Music、Apple TV+、Apple Arcade、iCloudストレージ（個人：50GB、ファミリー：200GB、Premier：2TB）を利用できる。「Premier」プランでは、Apple News+とApple Fitness+も含まれる。ファミリーとプレミアの両パッケージでは、最大6人までの家族共有が可能。日本では、「個人」と「ファミリー」のプランのみ利用できる。
Apple Oneは、2020年9月15日のApple Eventで発表され、その後10月30日に世界的に発売された。
Apple Oneのプランサービスは、Apple ArcadeやApple News+など、ユーザーが加入を検討していなかったサービスを割引価格で提供することで、ユーザーを他のサービスに誘うことを目的としている。
キャッチコピーは「ワンセットで、魅力をもっと。」

## 概要
2020年10月31日に開始され、日本ではApple Music、Apple TV+、Apple Arcade、iCloudが利用できる。
iOS、iPadOS、macOS、tvOS、watchOS(Apple MusicとiCloud)、WindowsやAndroid(Apple MusicとApple TV+)などで利用でき、個人プランの場合月に1,210円お得である。
なおアメリカなど一部の国ではApple News+とApple Fitness+も利用できるが、これらのサービスは現時点で国内展開されていないため利用できない。
また、複数のサービスを安価で購読できるようになっているが、機能制限などはない。

### 価格改定
2022年10月24日、Appleはライセンス費用の上昇やコンテンツの拡充に伴う費用増加などを理由として、Apple MusicやApple TV+などの月額料金を引き上げたのに伴い、本サービスの月額料金も改定することを発表した。個人プランではこれまでの月額料金（1100円）と比べて9%増の1200円、ファミリープランではこれまでの月額料金（1850円）と比べて7%増の1980円にそれぞれ引き上げた。この価格改定は日本時間の同月25日までに実施された。

## プラン
|                  | 個人       | ファミリー | プレミア(日本で利用できない) |
| ---------------- | ---------- | ---------- | ---------------------------- |
| 値段             | 1,200円/月 | 1,980円/月 | 37.95ドル/月                 |
| 個別契約との差額 | 1,810円/月 | 1,900円/月 | 29ドル/月                    |
| Apple Music      | 〇         | 〇         | 〇                           |
| Apple TV+        | 〇         | 〇         | 〇                           |
| Apple Arcade     | 〇         | 〇         | 〇                           |
| Apple News+      | ✕          | ✕          | 〇                           |
| Apple Fitness+   | ✕          | ✕          | 〇                           |
| iCloud           | 50GB       | 200GB      | 2TB                          |
| 使用人数         | 1人        | 6人まで    | 6人まで                      |

## サービス
- Apple Music

　Appleの音楽配信サービス
- Apple TV+

　Appleのビデオ・オン・デマンドサービス
- Apple Arcade

　Appleのコンピューターゲームサブスクリプションサービス
- iCloud

　Appleが提供しているクラウドサービス